# Паркштетен
Паркштетен (њем. Parkstetten) општина је у њемачкој савезној држави Баварска. Једно је од 37 општинских средишта округа Штраубинг-Боген. Према процјени из 2010. у општини је живјело 2.973 становника. Посједује регионалну шифру (AGS) 9278170.

## Географски и демографски подаци
Паркштетен се налази у савезној држави Баварска у округу Штраубинг-Боген. Општина се налази на надморској висини од 319 метара. Површина општине износи 19,5 km². У самом мјесту је, према процјени из 2010. године, живјело 2.973 становника. Просјечна густина становништва износи 153 становника/km².